# Absolute Beginners (David Bowie)
Absolute Beginners è una canzone del 1986 scritta e interpretata dal cantautore inglese David Bowie per il film omonimo diretto da Julien Temple. Il brano è stato pubblicato come 45 giri con la versione "Dub Mix" come lato B, mentre due anni più tardi è uscita la versione CD, con una durata superiore della canzone. Questa versione full length è la stessa presente nella colonna sonora del film ed è una delle tracce bonus della riedizione del 1995 dell'album Tonight.
Bowie, amico del regista del film, Julien Temple (con il quale aveva collaborato nel 1984 per il videoclip Jazzin' for Blue Jean), accettò di recitare nella pellicola e di comporre inoltre la "theme song" del film.
Le sessioni di registrazione ebbero luogo agli Abbey Road Studios di Londra, con la partecipazione di un gruppo di session men. L'incisione venne completata celermente, ma la pubblicazione della canzone venne rimandata a causa di ritardi nella lavorazione del film. La Virgin voleva pubblicare il brano su singolo in concomitanza con l'uscita nei cinema della pellicola. Poco tempo dopo il completamento di Absolute Beginners, Mick Jagger volò a Londra per incidere insieme a Bowie Dancing in the Street, che fece uso di molti dei musicisti impiegati nella sessione precedente. Il brano risente dell'influenza dello stile doo-wop anni cinquanta al quale Bowie era interessato negli anni ottanta.
Il 45 giri raggiunse la seconda posizione in classifica in Gran Bretagna, la terza in Italia e la numero 53 negli Stati Uniti.

## Il brano
Nel 1985 David Bowie fece ascoltare il demo di Absolute Beginners ai produttori Alan Winstanley e Clive Langer. A giugno, la EMI mise a disposizione di Bowie un gruppo di turnisti che stava effettuando delle registrazioni con Thomas Dolby agli studi di Abbey Road. Tra questi c'era il batterista dei Prefab Sprout Tom Conti (che continuerà negli anni seguenti a collaborare con Bowie) e il chitarrista Kevin Armstrong (che aveva suonato nei Prefab Sprout per l'album "Steve McQueen" ed il relativo Tour) che racconta di come Bowie «arrivò con la canzone Absolute Beginners scritta per metà. Tutti i componenti del gruppo diedero il loro contributo, trovando un accordo che mancava o una rima per l'ultimo verso. Nel giro di un pomeriggio la base di accompagnamento assunse una forma compiuta e la registrammo».
Il brano che dà il titolo al film, in quel periodo in fase di pre-produzione, fu completato molto rapidamente. «A David piaceva procedere a tutta velocità», ricordava Matthew Seligman, ex bassista del gruppo post-punk The Soft Boys e dei Thompson Twins, «diceva che gli piacevano le sedute di registrazione ad Abbey Road, che gli facevano ritornare in mente i tempi di "Heroes"». Nel corso delle stesse sessioni furono incisi gli altri contributi di Bowie alla colonna sonora del film: Volare e That's Motivation.
Cantata a piena voce con una briosa cadenza doo-wop anni cinquanta, Absolute Beginners è corredata dagli inserimenti di chitarra di Kevin Armstrong, dal martellante pianoforte di Rick Wakeman (collaboratore di Bowie di vecchia data) e da un trionfale suono di sassofono, alla ricerca del quale Bowie aveva dedicato molto tempo verso la metà degli anni Ottanta.

## Accoglienza
Quando uscì, nel marzo 1986, Absolute Beginners balzò subito al secondo posto nelle classifiche inglesi, vedendosi negare la prima posizione solo da Chain Reaction di Diana Ross, ma restando nella top ten per un mese. All'inizio del 1987, Tricia Jones del magazine i-D definì il brano come «una proposta vintage di Bowie a 24 carati, un diamante allo stato grezzo».
Negli Stati Uniti il singolo raggiunse la 53ª posizione della Billboard Hot 100 e la 9a nella Hot Mainstream Rock Tracks, sempre di Billboard. 
In Irlanda e in Finlandia il singolo arrivò al primo posto in classifica; in Austria arrivò al secondo posto; in Italia il disco raggiunse il terzo posto delle classifiche, rimanendo nella top ten per circa due mesi:
rimane ad oggi il più grande successo di classifica di Bowie dopo Let's Dance del 1983. Sempre al terzo posto arrivò anche in Svizzera e nelle Fiandre in Belgio, al quarto in Norvegia e Nuova Zelanda, al quinto in Svezia, al settimo in Germania Ovest ed all'ottavo nei Paesi Bassi. Il singolo pertanto raggiunse il primo posto nella classifica europea (Eurochart Hot 100 Singles) compilata da Music & Media. C'è poi da aggiungere che Absolute Beginners è uno dei tre singoli (gli altri sono The Jean Genie e China Girl) di Bowie che, pur non raggiungendo la prima posizione nella classifica ufficiale del Regno Unito, raggiunse il primo posto delle classifiche britanniche redatte dalle prestigiose riviste Melody Maker e New Musical Express.

## Altre versioni
Il film contiene versioni differenti da quelle apparse su disco: quella che accompagna i titoli di testa è di circa 2 minuti mentre quella finale arriva a quasi 7 minuti. Esiste anche una versione strumentale, con una diversa orchestrazione, che appare sull'album della colonna sonora, con il titolo Absolute Beginners (Refrain), suonata dal compositore canadese Gil Evans. Dal 28 maggio 2007, il brano è disponibile in formato digitale come parte dell'EP dallo stesso titolo, che comprende anche gli altri due brani della colonna sonora interpretati da David Bowie (That's Motivation e Volare).
Bowie ha eseguito Absolute Beginners durante il Glass Spider Tour del 1987 (una performance è presente nel video Glass Spider, pubblicato nel 1988) e in alcune esibizioni del 2000 e del 2002. Una versione eseguita per la BBC nel 2000 è presente nel CD bonus di Bowie at the Beeb (edizione limitata).

## Il videoclip
Il video di Julien Temple, girato in bianco e nero tra il ponte di Westminster e il Thames Embankment, è un pastiche dello slogan pubblicitario per una marca di sigarette anni Cinquanta. Molto elegante in impermeabile e cappello di feltro, David Bowie esce da un pacchetto di sigarette "Zebra" e si dirige verso la più vicina slot machine, accorgendosi subito di essere seguito come un'ombra da una sensuale danzatrice con un costume a strisce tipo zebra. Il cantante la insegue fino alla riva del Tamigi e la bacia ma, immediatamente dopo, la ragazza scompare lasciando solo un mozzicone di sigaretta che brucia. La scena è intramezzata da spezzoni a colori tratti dallo stesso film Absolute Beginners.
Una versione del video lunga otto minuti fu usata per propagandare il film nelle sale cinematografiche britanniche. Si tratta della versione che appare nei DVD The Video Collection e Best of Bowie.

## Tracce

### Formato 7"
1. Absolute Beginners - 5:36
2. Absolute Beginners (Dub Mix) - 5:42

### Formato 12"
1. Absolute Beginners (Full Length Version) - 8:00
2. Absolute Beginners (Dub Mix) - 5:42

### CD
1. Absolute Beginners (Full Length Version) - 8:00
2. Absolute Beginners (Dub Mix) - 5:42

### Download digitale
1. Absolute Beginners (Single Version) - 5:36
2. Absolute Beginners (Full Length Version) - 8:03
3. Absolute Beginners (Dub Mix) - 5:39
4. That's Motivation - 4:14
5. Volare (Nel Blu Dipinto Di Blu) - 3:13

## Formazione
- David Bowie – voce
- Rick Wakeman – pianoforte
- Kevin Armstrong – chitarra
- Matthew Seligman – basso
- Neil Conti – batteria
- Luis Jardim – percussioni
- Mac Gollehon – tromba
- Don Weller – sassofono
- Steve Nieve – tastiere
- Janet Armstrong - cori

## Classifiche
| Classifica (1986)             | Posizione massima |
| ----------------------------- | ----------------- |
| Australia                     | 5                 |
| Austria                       | 2                 |
| Belgio (Fiandre)              | 3                 |
| Canada                        | 45                |
| Finlandia                     | 1                 |
| Francia                       | 13                |
| Germania                      | 7                 |
| Irlanda                       | 1                 |
| Italia                        | 3                 |
| Norvegia                      | 4                 |
| Nuova Zelanda                 | 4                 |
| Paesi Bassi                   | 8                 |
| Regno Unito                   | 2                 |
| Stati Uniti                   | 53                |
| Stati Uniti (mainstream rock) | 9                 |
| Svezia                        | 5                 |
| Svizzera                      | 3                 |

## Curiosità
- La canzone Absolute Beginners è utilizzata nella scena della giostra a seggiolini volanti, nel film Educazione siberiana diretto da Gabriele Salvatores e tratto dall'omonimo romanzo di Nicolai Lilin (il movimento circolare della giostra riporta alla mente il ballo tra Bowie e la danzatrice zebra del videoclip).